# Estación Piquillín
Piquillín es una estación de ferrocarril de la localidad del mismo nombre, departamento Río Primero, Provincia de Córdoba, Argentina.

## Servicios
No presta servicios de pasajeros, sólo de cargas. Sus vías corresponden al Ramal CC del Ferrocarril General Belgrano. Sus vías e instalaciones están a cargo de la empresa estatal Trenes Argentinos Cargas.

## Historia
Su fundación fue el 13 de septiembre de 1888, por lo que en 2013 se celebraron sus 125 años, con un desfile cívico de alumnos, la banda de la policía de Córdoba y exhibición de canes de la policía de Córdoba. Se entregaron plaquetas recordatoria a los ex intendentes y algunos descendientes de intendentes.